# Prosopocoilus lafertei lafertei
Prosopocoilus lafertei lafertei es una subespecie de coleóptero de la familia Lucanidae.

## Distribución geográfica
Habita en las islas Vanuatu y Nueva Caledonia.